# A61-es autópálya (Németország)
Az A61-es autópálya (németül: Bundesautobahn 61) egy autópálya Németországban. Hossza 320 km.